# Adrien (Oper)
Adrien (Hadrian) ist eine Oper in drei Akten des französischen Komponisten Étienne-Nicolas Méhul. Das Libretto stammt von François-Benoît Hoffman und basiert auf dem Stück Adriano in Siria von Pietro Metastasio. Die Uraufführung fand am 4. Juni 1799 in der Pariser Oper statt.

## Handlung

### Erster Akt
Wir befinden uns in Antiochia in Syrien zur Zeit des römischen Kaisers Trajan. Der römische General Hadrian hat gerade die Parther besiegt und deren Prinzessin Émirène geraubt. Deren Vater, König Cosroès, und ihr Verlobter Prinz Pharnaspe planen ihre Befreiung und bieten dem General Lösegeld an. Da dieser aber seinerseits in Prinzessin Émirène verliebt ist und sie heiraten will, lehnt er das Lösegeld ab. Daraufhin greifen die Parther erneut die Römer an, erleiden aber eine weitere Niederlage. Dabei gerät Prinz Pharnaspe in römische Gefangenschaft.

### Zweiter Akt
Émirène gelingt es den General dazu zubewegen Pharnapse am Leben zu lassen. Da er aber immer noch plant die Prinzessin zu heiraten verbannt er Pharnapse aus Antiochia. Dann taucht Sabine, die eigentliche Verlobte des Generals, in Antiochia auf und ist wenig begeistert, als sie von den dessen Heiratsplänen erfährt. Sofort beginnt sie eine Verschwörung zu Gunsten von Émirène und Pharnapse, denen sie die Flucht ermöglichen will. Damit wäre die Konkurrentin um die Hand des Generals aus dessen Umfeld entfernt. Gleichzeitig plant König Cosroè eine Verschwörung zur Ermordung Hadrians. Der Plan scheitert, und Hadrian hält Pharnapse für den Drahtzieher des Mordplans.

### Dritter Akt
Nach dem Scheitern auch ihres Plans bereitet sich Sabine enttäuscht auf ihre Rückreise nach Rom vor. Hadrian bietet König Cosroè an, ihn zu begnadigen, wenn er in eine Heirat Émirènes mit ihm einwilligt. Dieser geht zum Schein auf das Angebot ein. Auch Pharnapse ist zu einem Opfer bereit, indem er Émirène bittet, den Römer zu heiraten. Dann wendet sich das Blatt. In Rom ist Kaiser Trajan gestorben, und General Hadrian wurde zu seinem Nachfolger ausgerufen. In seiner neuen Eigenschaft als Kaiser erweist sich Hadrian großzügig. Er begnadigt die Verschwörer, schließt Frieden mit den Parthern, verzichtet auf die geplante Heirat mit Émirène und ehelicht Sabine. Stattdessen erlaubt er nun sogar deren Verbindung mit Prinz Pharnapse, womit die Oper ihr Happy End findet.

## Werkgeschichte
Die Oper wurde bereits im Jahr 1791 komponiert und sollte den Titel Adrien, empereur de Rome (‚Hadrian, Kaiser von Rom‘) tragen. Die Uraufführung war für den 13. März 1792 an der Pariser Oper geplant. Die politischen Zeitumstände vor dem Hintergrund der  Französischen Revolution sorgten aber für eine Absage dieser Opernpremiere. Zu einer Zeit, in der in Frankreich die Staatsform der Republik als die beste Regierungsform überhaupt galt, war es unmöglich, eine Oper zu erlauben, in der ein römischer Kaiser am Ende doch als positiv besetzte Figur erscheint. Immerhin war die Monarchie als Staatsform das Feindbild der Französischen Revolution schlechthin. Hinzu kam, dass sich Frankreich damals gerade mit dem deutschen Kaiser (also wieder einem Monarchen) im Kriegszustand befand. Im Jahr 1798 wurden sowohl der Komponist als auch der Librettist um eine Überarbeitung der Oper gebeten. Damit sollte der Weg für eine Uraufführung im folgenden Jahr vorbereitet werden. Die beiden Herren kamen dem Wunsch nach. Teile der Oper wurden revidiert und der Titel auf Adrien verkürzt. Hadrian war nun mehr kein Kaiser mehr (wie in der ersten Fassung), sondern nur noch General, der erst am Ende der Oper den Thron besteigt. Méhul komponierte keine eigenständige Ouvertüre für dieses Werk, sondern nutzte diejenige seiner Oper Horatius Coclès.
In dieser neuen Version gelangte die Oper am 4. Juni 1799 erfolgreich zur Uraufführung an der Pariser Oper. Zur Gesangsbesetzung gehörten Etienne Lainé (Adrien),:317 François Lays (Flaminius),:331 Marie-Thérèse Davoux Maillard (Sabine),:356 Augustin-Athanase Chéron (Cosroès) und dessen Frau Anne Chéron (Émirène):110f sowie J. Rousseau (Pharnaspe):477
Es gab noch vier weitere Vorstellungen im Jahr 1799, sieben Aufführungen im Folgejahr 1800 und weitere acht zwischen dem 26. Dezember 1801 und dem 11. November 1803. Die gelegentlich zu findende Behauptung, das Werk sei nach der vierten Vorstellung aus politischen Gründen zurückgezogen worden, ist falsch. Außerhalb Frankreichs gab es lediglich eine französischsprachige Produktion in Rheinsberg am 23. Mai 1801.
Im Juni 2012 kam es in Budapest unter der Leitung von György Vashegyi zu einer konzertanten Aufführung der Oper. Es wirkten u. a. Philippe Do in der Titelrolle, Gabrielle Philiponet, Marc Barrad, Jennifer Borghi und Philippe Talbot mit. Es spielte das Orchestra Orfeo, und es sang der Purcell Choir.

## Musiknummern
Die Musiknummern sind dem Booklet der CD der Budapester Aufführung von 2012 entnommen.
Erster Akt
1. Ouvertüre
2. Rezitativ: „Prince, c’est dans ce jour“ (Pharnaspe, Cosroès, Flaminius)
3. Rezitativ: „Ô des Romains“ (Pharnaspe, Cosroès)
4. Duett und Rezitativ: „N’écoutons plus que notre rage“ (Pharnaspe, Cosroès)
5. Entrée des phalanges romaines et récit: „Dérobez aux captifs“ (Émirène, Adrien)
6. Arie und Rezitativ: „Belle captive“ (Émirène, Adrien, Rutile, Flaminius)
7. Arie und Rezitativ: „Allez ! Allez ! Belle Émirène“ (Adrien)
8. Rezitativ: „Depuis un mois entier“ (Pharnaspe, Adrien, Cosroès)
9. Marsch und Rezitativ: „Seigneur, je viens à vous“ (Émirène, Adrien)
10. Cantabile und Rezitativ: „Fidèle à mon amant“ (Émirène, Adrien)
11. Duett: „Je ne puis vous flatter“ (Émirène, Adrien)
12. Chorszene: „Dieux ! Justes Dieux !“ (Émirène, Pharnaspe, Adrien, Cosroès, Rutile, Chor)
13. Chor und Rezitativ: „Les dieux nous donnent la victoire“ (Chor)

Zweiter Akt
1. Vorspiel zum zweiten Akt und Rezitativ: „Oui, Princesse“ (Émirène, Rutile)
2. Arie: „Pardonne, cher amant“ (Émirène)
3. Rezitativ: „Dieux ! Le voici !“ (Émirène, Adrien)
4. Arie: „S’il périt, hélas !“ (Émirène)
5. Rezitativ: „O ciel ! Vous m’écoutez“ (Émirène, Adrien, Fl)
6. Rezitativ: „Seigneur, le ciel enfin comble“ (Émirène, Sabine, Adrien, Flaminius)
7. Arie: „Oui, vous voyez mon trouble extrême“ (Adrien)
8. Rezitativ: „Juste ciel ! Est-ce à moi“ (Émirène, Sabine)
9. Arie: „De Rome craignez la colère“ (Sabine)
10. Rezitativ: „Dans mon cœur malheureux“ (Émirène, Sabine, Pharnaspe)
11. Duett: „Ô du sort fortuné retour“ (Émirène, Pharnaspe)
12. Rezitativ und Terzett: „Pharnaspe, fiez vous à ce guide“ (Émirène, Sabine, Pharnaspe)
13. Szene: „Poursuivez, arrêtez“ (Émirène, Cosroès, Chœur)
14. Pantomime und Rezitativ: „Oh ! Mes amis, le ciel protège“ (Cosroès)
15. Bittgesang (Invocation) mit Chor: „Dieu des enfers, Pluton !“ (Cosroès, Chor)
16. Rezitativ: „Le tumulte a cessé“ (Émirène, Adrien, Cosroès)
17. Rezitativ: „Enfin le traître est repoussé“ (Émirène, Pharnaspe, Adrien, Rutile, Chor)
18. Finale: „Ne cherche pas plus loin“ (Émirène, Pharnaspe, Adrien, Cosroès, Chor)

Dritter Akt
1. Rezitativ: „Ah ! Ne me parlez plus del’ingrat“ (Sabine, une Romaine)
2. Arie: „Quittons ces lieux que je déteste“ (Sabine)
3. Rezitativ: „On vient… Ciel !“ (Sabine, Adrien)
4. Rezitativ: „Seigneur, devant vous Cosroès“ (Émirène, Adrien, Cosroès, Rutile)
5. Arie: „Sur Cosroès encor“ (Émirène, Adrien, Cosroès)
6. Rezitativ: „Rutile, qu’on l’entraîne“ (Émirène, Pharnaspe, Adrien)
7. Chorszene: „Règne à jamais“ (Émirène, Pharnaspe, Chor)
8. Rezitativ: „Soldats, vous m’offrez un empire“ (Adrien)
9. Chor: „Règne sur nous“ (Chor)
10. Rezitativ: „César, les sénateurs“ (Émirène, Pharnaspe, Adrien, Cosroès, Rutile)
11. Chor: „Règne sur nous“ (Chor)

## Digitalisate
- Partiturmanuskript von 1799. Digitalisat bei Gallica
- Libretto der Urfassung (französisch), Paris 1792. Digitalisat bei Gallica
- Libretto (französisch), Paris 1799. Digitalisat bei Gallica